# William Moseley
Pour les articles homonymes, voir Moseley.
William Moseley, né le 27 avril 1987 à Sheepscombe dans le Gloucestershire en Angleterre, est un acteur britannique. 
Il est surtout connu pour son rôle de Peter Pevensie dans la saga Le Monde de Narnia et pour le rôle du  Prince Liam Henstridge dans la série télévisée The Royals.

## Biographie
William Peter Moseley naît le 27 avril 1987 à Sheepcombe, dans le comté de Gloucestershire en Angleterre. Il est l'aîné d'une famille de trois enfants. Il a une jeune sœur qui se nomme Daisy (née en 1989) et un jeune frère prénommé Ben (né en 1992). Son père, Peter Moseley, est cinéaste.
De 1991 à 1998, il fréquente l'école primaire de Sheepcombe, sa ville natale.

## Carrière

### 2005-2010:Le Monde de Narnia

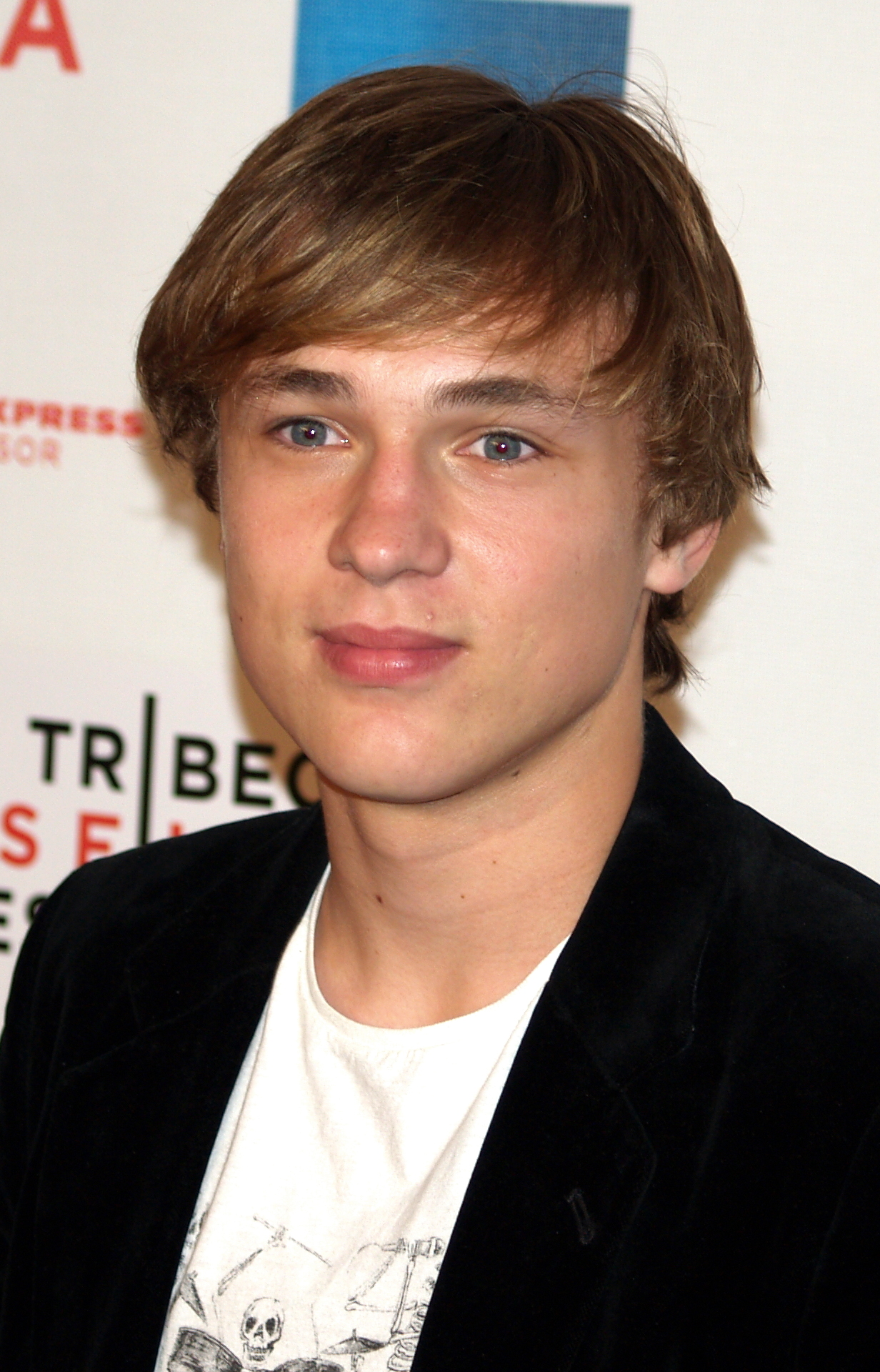
William Moseley en 2008.

C'est à l'âge de onze ans qu'il rencontre la directrice de casting Pippa Hall, lors des auditions pour le téléfilm Cider with Rosie. Quelques années plus tard, celle-ci le recommande pour le rôle de Peter Pevensie pour le film Le Monde de Narnia : Le Lion, la Sorcière blanche et l'Armoire magique. Dix-huit mois après son audition, il est ainsi choisi pour incarner ce personnage, face à plus de mille autres candidats.
Le tournage commence le 24 juin 2004 en Nouvelle-Zélande. Le film sort un peu plus d'un an après et devient l'un des films les plus rentables du monde.
En 2008, Moseley reprend son rôle dans le second film, intitulé Le Monde de Narnia : Le Prince Caspian,. Le tournage du troisième volet, Le Monde de Narnia : L'Odyssée du Passeur d'Aurore a été entrepris dans la foulée afin que les acteurs ne grandissent pas trop entre-temps. William fait dans ce troisième film qu'une brève apparition. Le film sort le 10 décembre 2010.

### Depuis 2010: AprèsLe Monde de Narnia
En 2013, il joue dans le thriller d'action Run, réalisé par Kelsey Chow. Pour ce rôle, il annonce s'être inspiré du rappeur Eminem. En 2014, il joue le rôle du soldat Andreas Gruber dans le film The Silent Mountain. Le film raconte l'histoire d'un jeune soldat autrichien de la Première Guerre mondiale qui se fraye un chemin à travers les Alpes pour sauver son premier amour et échapper à l'explosion imminente qui va secouer la montagne.
En 2015, il tient le rôle de Jared dans le film dramatique et romantique indien Margarita, with a Straw. 
La même année, il joue l'un des rôles principaux de la série télévisée The Royals, aux côtés de Elizabeth Hurley et Alexandra Park. La série est diffusée depuis le 15 mars 2015 sur E!. La série s'arrête après 4 saisons, en 2018. 
En 2016, le film d'horreur Friend Request sort en salle. Il tient le rôle de Tyler. Le film a reçu des critiques mitigées sur le site agrégateur de critiques Rotten Tomatoes, recueillant 38 % de critiques positives, avec une note moyenne de 4,3/10 et sur la base de seize critiques collectées. La même année, il joue dans le téléfilm Douce Audrina : l'enfant sans passé.
En 2017, il incarne un guerrier du nom d'Aysel dans le film post-apocalyptique américain Guerrier (en).

## Filmographie

### Cinéma

#### Longs métrages
- 2005 : Le Monde de Narnia : Le Lion, la Sorcière blanche et l'Armoire magique d'Andrew Adamson : Peter Pevensie
- 2008 : Le Monde de Narnia : Le Prince Caspian de Andrew Adamson : Peter Pevensie
- 2010 : Le Monde de Narnia : L'Odyssée du Passeur d'Aurore de Michael Apted : Peter Pevensie
- 2013 : Run de Kelsey Chow : Daniel Lombardio
- 2014 : The Silent Mountain de Ernst Gossner : Andreas Gruber
- 2014 : Margarita with a Straw de Shonali Bose et Nilesh Maniyar : Jared
- 2016 : Friend Request de Simon Verhoeven : Tyler
- 2016 : Carrie Pilby de Susan Johnson : Cy
- 2017 : Guerrier (en) The Veil) de Brent Ryan Green (en) : Aysel
- 2018 : La Petite Sirène (The Little Mermaid) de Blake Harris : Cam Harrison
- 2018 : In Like Flynn de Russell Mulcahy : Dook Adams
- 2019 : The Courier de Zackary Adler : Agent Bryant
- 2020 : Medieval de Petr Jákl : Jaroslav Žižka
- 2021 : Saving Paradise de Jay Silverman : Michael
- 2021 : Land of dreams de Shirin Neshat et Shoja Azari : Mark
- 2022 : On the Line de Romuald Boulanger : Dylan
- 2022 : La Malédiction de Raven's Hollow de Christopher Hatton : Edgar Allan Poe

#### Courts métrages
- 2011 : Don Cheadle Is Captain Planet de Nick Corirossi et Charles Ingram : Wheeler
- 2012 : Partition de Myles Lam : Cameron Ainsworth
- 2012 : It was Love, Now it's War de Abdul Malik Abbott : le garçon
- 2014 : The Stowaway de Rpin Suwannath : Gerry Cross
- 2016 : The Strangers de Daisy Moseley : le jeune garçon

### Télévision

#### Séries télévisées
- 2012 : Perception : Prince Karl of Hasse-Brandenberg
- 2015 - 2018 : The Royals : Prince Liam Henstridge

#### Téléfilms
- 1998 : Cider with Rosie de Charles Beeson : un figurant
- 2012 : The selection : Aspen Leger
- 2016 : Douce Audrina : l'enfant sans passé (My Sweet Audrina) de Mike Rohl : Arden Lowe

### Doublage
- Le Monde de Narnia : Le Lion, la Sorcière blanche et l'Armoire magique (jeu vidéo, 2005), voix de Peter Pevensie
- Le Monde de Narnia : Le Prince Caspian (jeu vidéo, 2008), voix de Peter Pevensie
- Le Monde de Narnia : L'Odyssée du Passeur d'Aurore (en) (jeu vidéo, 2010), voix de Peter Pevensie.

## Distinctions
- Académie des films de science-fiction, fantastique et horreur (2006)
  - Nommé dans la catégorie « Best Performance by a Younger Actor » pour son rôle dans Le Monde de Narnia : Le Lion, la Sorcière blanche et l'Armoire magique.
- CAMIE Awards (2006)
  - Vainqueur avec le reste de l'équipe[14] dans la catégorie « Meilleur Film » pour Le Monde de Narnia : Le Lion, la Sorcière blanche et l'Armoire magique.
- Young Artist Awards (2006)
  - Nommé dans la catégorie « Best Performance in a Feature Film (Comedy or Drama) - Leading Young Actor » pour son rôle dans  Le Monde de Narnia : Le Lion, la Sorcière blanche et l'Armoire magique.
- 'Nickelodeon UK kids Choice Award (2008)
  - Kids Choice Award de la Star de cinéma Masculine Favorite pour Le Monde de Narnia : Le Prince Caspian.
- Young Artist Awards (2009)
  - Nommé avec les trois autres acteurs principaux[15] dans la catégorie « Best Performance in a Feature Film - Young Ensemble Cast » pour Le Monde de Narnia : Le Prince Caspian.